# 懷恩 (堪薩斯州)
懷恩（英語：Ryan）是位於美國堪薩斯州拉什縣的一個鬼鎮。

## 歷史
懷恩的郵政局於1878年設立，直到1908年結束營運。

## 地理
懷恩所處的海拔為高於海平面619米（即2031英呎），而該地所採用的時區為UTC-6，即北美中部時區（CST）。同時該地設有夏令時間，為UTC-6調快一小時，即UTC-5（CDT）。